# Saloá
Saloá est une municipalité brésilienne située dans l'État du Pernambouc.